# Sture Holmqvist
Sture Lennart Holmqvist, född 5 februari 1916 i Lund, död 2 januari 1992 i Svalöv, var en svensk politiker (Socialdemokraterna).
Holmqvist var verkställande direktör och styrelseledamot i Svalövs Hotell AB från 1957. Han blev styrelseledamot i Svenska kommunförbundet 1963, ordförande 1966, ordförande i kommunalnämnden 1948, lönenämnden 1952, Stiftelsen Svalövsbostäder (fastighetsförvaltning) 1952, vice ordförande i länsnykterhetsnämnden 1954 och länsbostadsnämnden 1966. Han var senare kommunalråd i Svalövs kommun[källa behövs]. Gift med riksdagsledamoten Mary Holmqvist, bror till statsrådet Eric Holmqvist.